# 아일랜드 은행

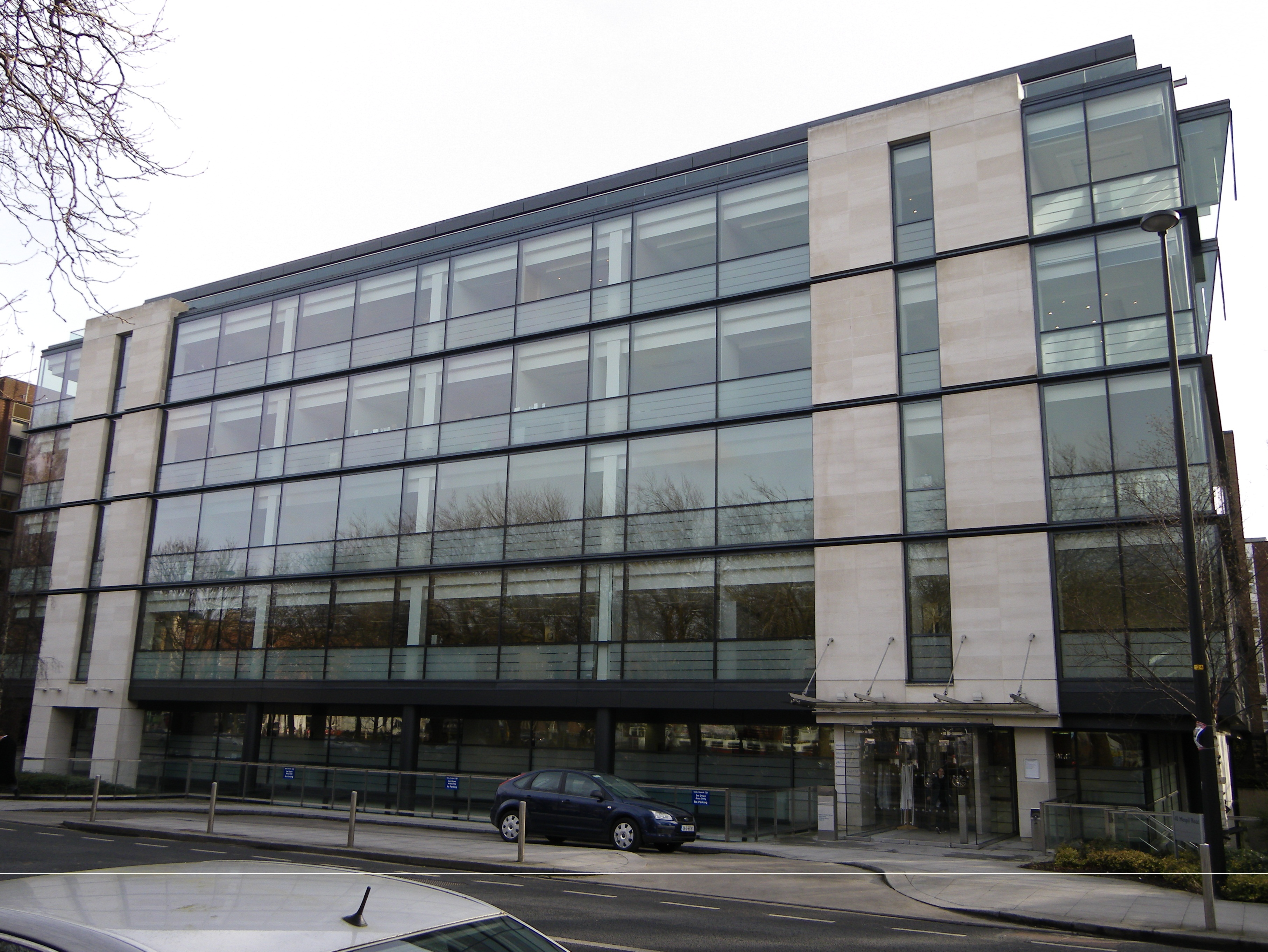

아일랜드 은행(Bank of Ireland, Banc na hÉireann)은 아일랜드에서 운영하는 상업 은행이며 전통적인 빅4 아일랜드 은행들 중 하나이다. 역사적으로 아일랜드의 첫 은행으로, 아일랜드 은행업 사상 고유한 위치를 차지한다. 1783년 4월 5일 칙허장에 의해 설립되었다.

## 역사
아일랜드 은행은 아일랜드에서 지속적으로 운영되었던(1950년, 1966년, 1970년, 1976년에 파업으로 인해 폐쇄된 적이 있음) 아일랜드에서 가장 오래된 은행이다.

## 참고 문헌
- McDonald, Frank (1985). 《The destruction of Dublin》. Gill and Macmillan. ISBN 978-0717113866.